# Mälarhöjden
Mälarhöjden är en stadsdel i Söderort inom  Stockholms kommun. Den ligger vid Mälaren och ingår i Hägersten-Älvsjö stadsdelsområde. Stadsdelen gränsar till Hägersten, Västertorp, Fruängen, Bredäng och har också vattengräns till Ekerö kommun. 
Mälarhöjden är mycket kuperat, med den högsta punkten vid Backvindeln med 71,8 meter över havet.
I dagligt språkbruk kan Mälarhöjden även inkludera egnahemsområdet i stadsdelen Hägersten.

## Historik

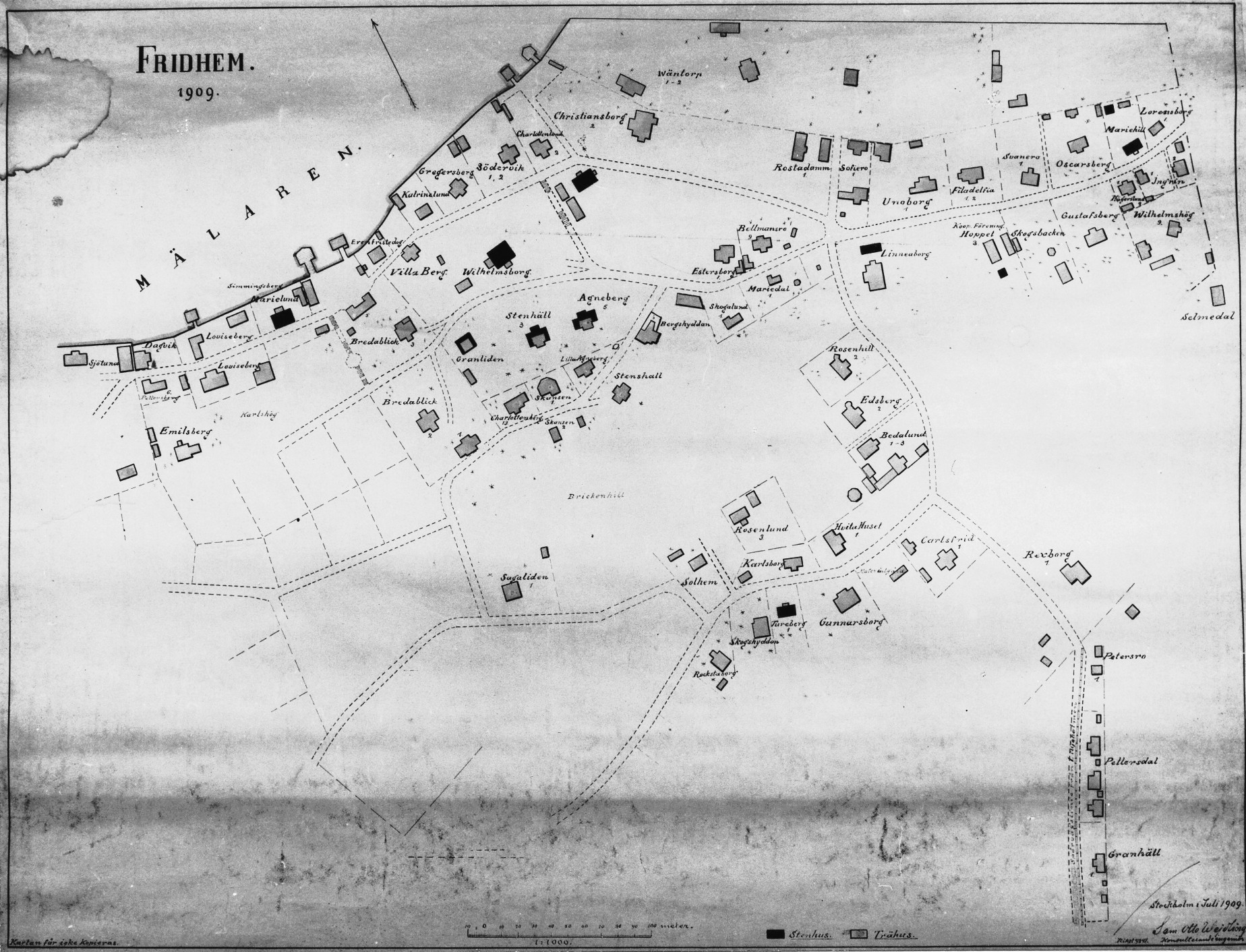
Fridhems villor 1909.

I området för dagens Mälarhöjden fanns långt in på 1940-talet flera äldre gårdar, bland dem Pettersbergsgården, Johannisdalsgården, Jakobsbergs gård och Slättens gård. Slättens gård låg som torp under Sätra gård och är känt sedan 1762. Tre byggnader finns fortfarande kvar vid Slättgårdsvägen 80. På gården bedrevs jordbruk ända fram till 1960-talet. Johannisdalsgården lydde under Hägerstens gård och är känt sedan 1770-talet. Gårdens byggnader, som låg vid nuvarande Brittmässgatan, revs på 1940-talet. Namnet Johannisdal lever kvar i gatunamnet Johannisdalsgatan och i kvartersnamnet Johannisdalsgården. Pettersberg var en sjökrog vid Mälaren, känd från 1772, vars huvudbyggnad från 1860-talet ligger vid nuvarande Båtsmanskroken 28.
Från 1890-talet blev det vanligt att förmögna människor skaffade eller byggde sommarhus i området. Det samhälle som växte upp fick namnet Fridhems villastad efter lägenheten Fridhem, som avstyckades redan 1880. På en karta från juli 1909 syns Fridhems villor, som oftast hade egennamn.
Till och från innerstaden färdades man med ångbåt till Fridhemsbryggan. År 1913 öppnades en spårvägslinje till Mälarhöjden med ändstation vid nuvarande tunnelbanestationen vid korsningen Hägerstensvägen/Slättgårdsvägen. Trafiken bedrevs först av Södra Förstadsbanan och från 1920 av AB Stockholms Spårvägar. Linje 16 gick från Slussen, och senare tillkom även linje 13 från Fridhemsplan.
Den 1 januari 1914 fastställdes Mälarhöjden som postadress. Det tidigare namnet, Fridhem, var ett ofta förekommande ortnamn i Sverige och risk till förväxlingar förelåg. Enligt författaren och Mälarhöjdskännaren Bo G. Hall skapades det nya namnet redan 1909 under en diskussion vid Fridhems villaförening hemma i Villa Emilsberg hos grosshandlaren Nils Sandberg, dåvarande ägare till Johannisdalsgården. Bland många förslag valdes slutligen Mälarhöjden som hittades på av Sandbergs hushållerska, Emma Hedin.
Byggverksamheten var särskilt omfattande på 1920-talet, då en stor del av Johannisdalsgårdens tidigare mark bebyggdes. Ett stadsdelscentrum med affärer växte fram från 1920-talet vid spårvägens ändhållplats. En liten affärslänga med butiker i bottenvåningen stod färdig 1937 vid Slättgårdsvägen 1–3, ritad av arkitektkontoret Ancker-Gate-Lindegren. I Mälarhöjden fanns även biografen Mälarbio på Mälarhöjdsvägen.
Johannisdals skola invigdes 1905. Antalet barn växte kraftigt, och arkitekten Georg A. Nilsson fick i uppdrag att rita en ny skolbyggnad. Skolan fick nu namnet Mälarhöjdens skola och den nya byggnaden togs i bruk 1925. Den dubblerades i en spegelvänd skolbyggnad, som togs i bruk 1930. År 1929 uppfördes Mälarhöjdens kyrka efter ritningar av Hakon Ahlberg. En frikyrka i området är Betelkyrkan på Storsvängen.
Området söder om Mälarhöjdsvägen och öster om Ugglemossvägen började bebyggas på 1920-talet. Samtidigt uppfördes ett trettiotal så kallade småstugor i området kring Johannisdals gård. På 1930-talet byggdes många hus i funkisstil vid Pettersbergsvägens västra del. Till Båtsmansklevet och Båtsmanskroken flyttades tre visningshus från Stockholmsutställningen 1930. Flerfamiljshus i fyra våningar tillkom vid Edsbergs gränd år 1942, ritade av arkitekterna Stig Ancker, Bengt Gate och Sten Lindegren. Området strax väster om Ugglemossvägen började byggas på 1960-talet.
1 februari 1948 bröts ett mindre område ut till den då bildade stadsdelen Västertorp.

### Historiska kartor

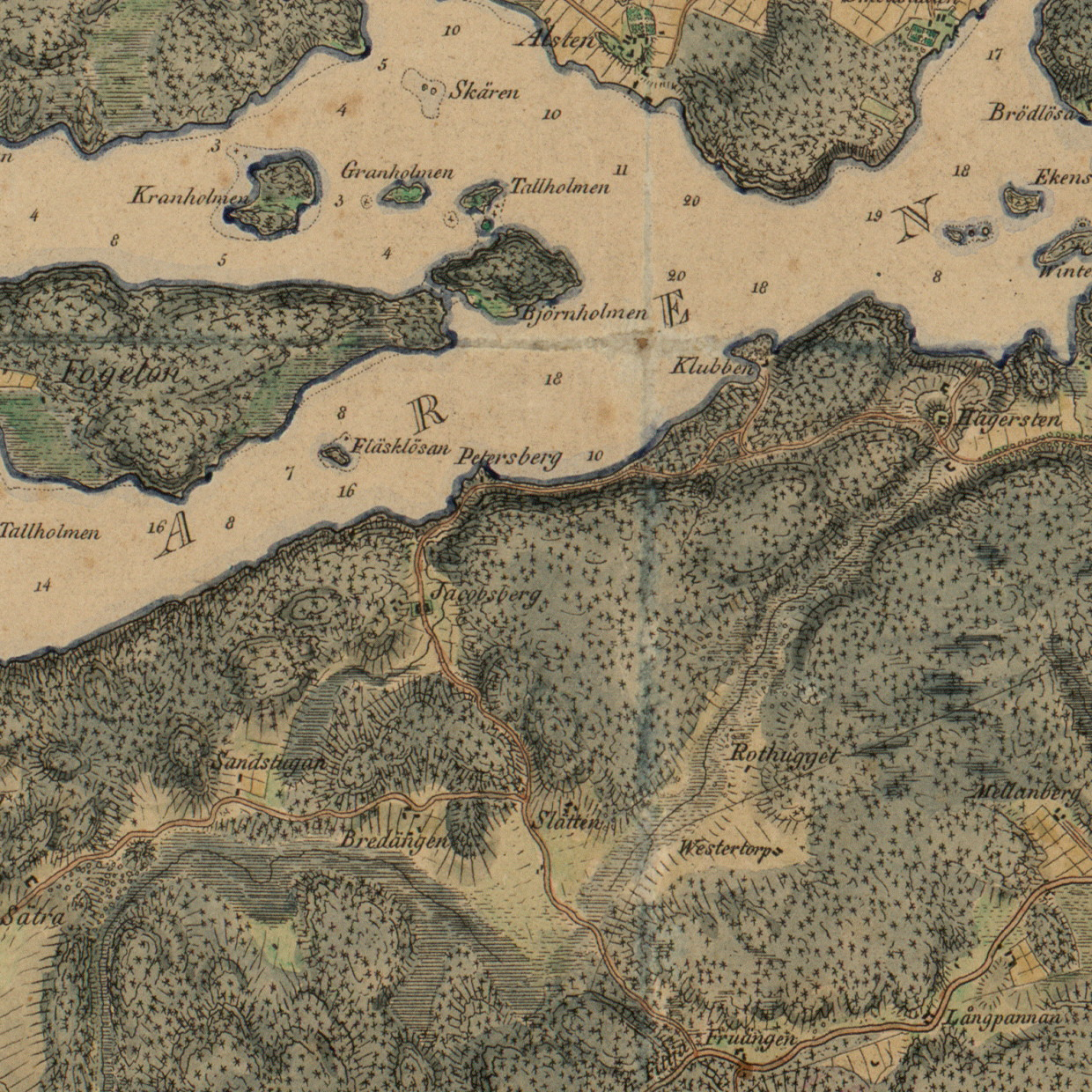
Mälarhöjden på "1817 års karta över Stockholm med omgivningar".
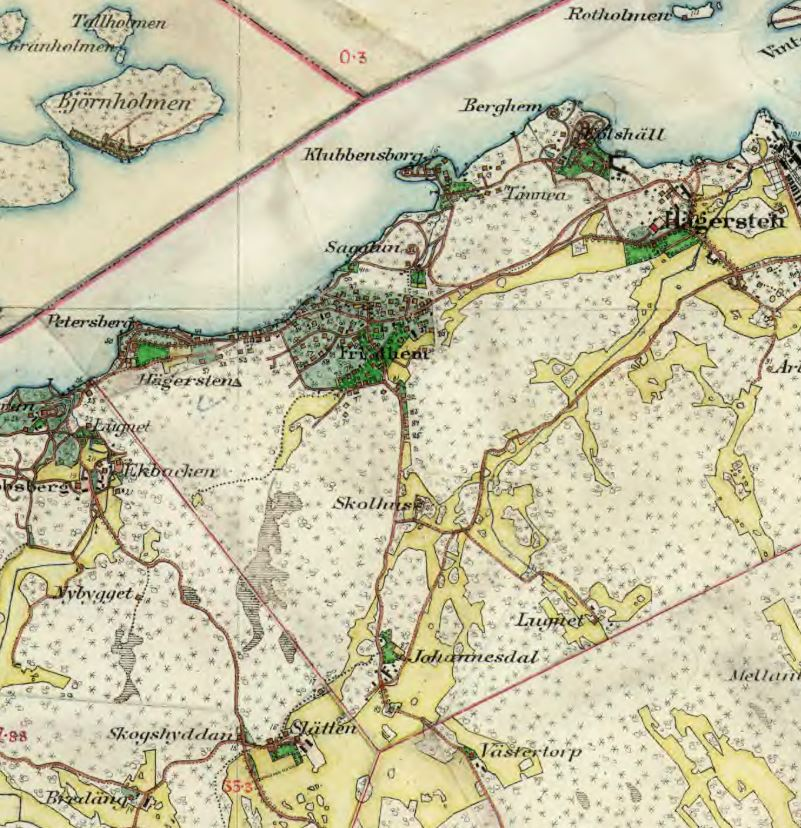
Mälarhöjden på "Häradsekonomiska kartan 1901".
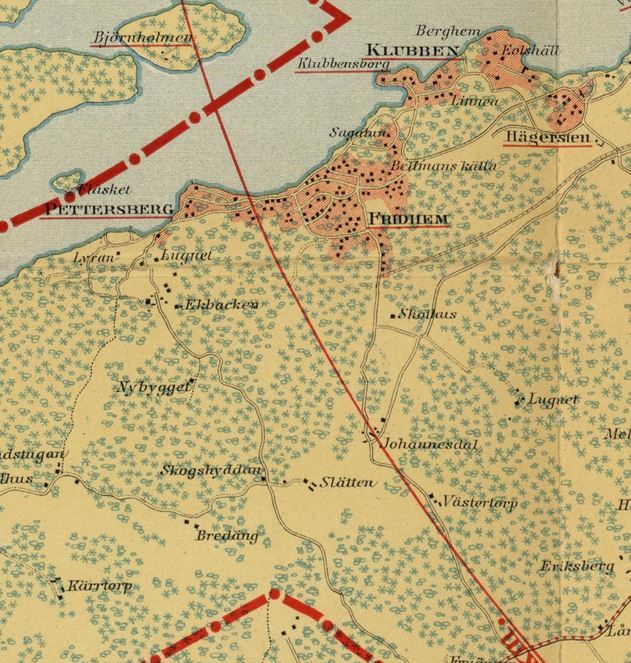
Mälarhöjden på "1912 års karta över Stockholm med omgivningar".
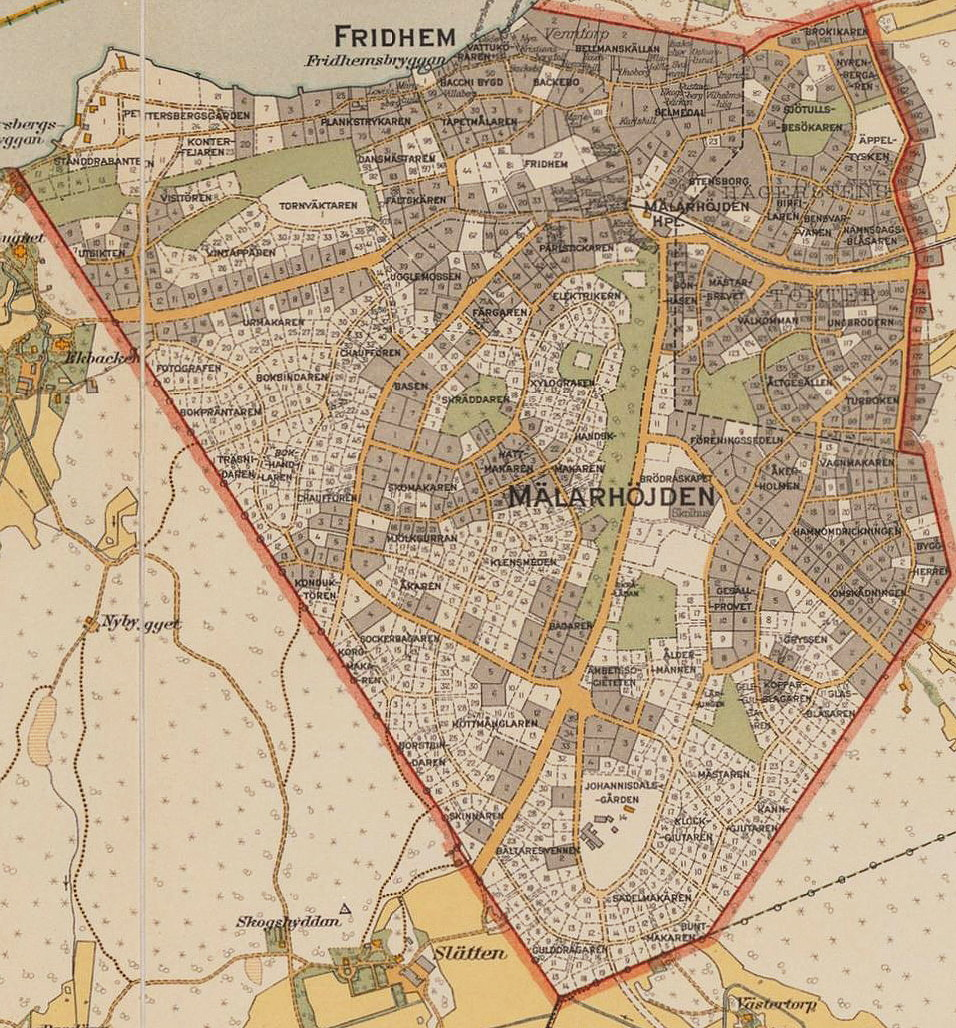
Mälarhöjden på "1934 års karta över Stockholm med omgivningar".
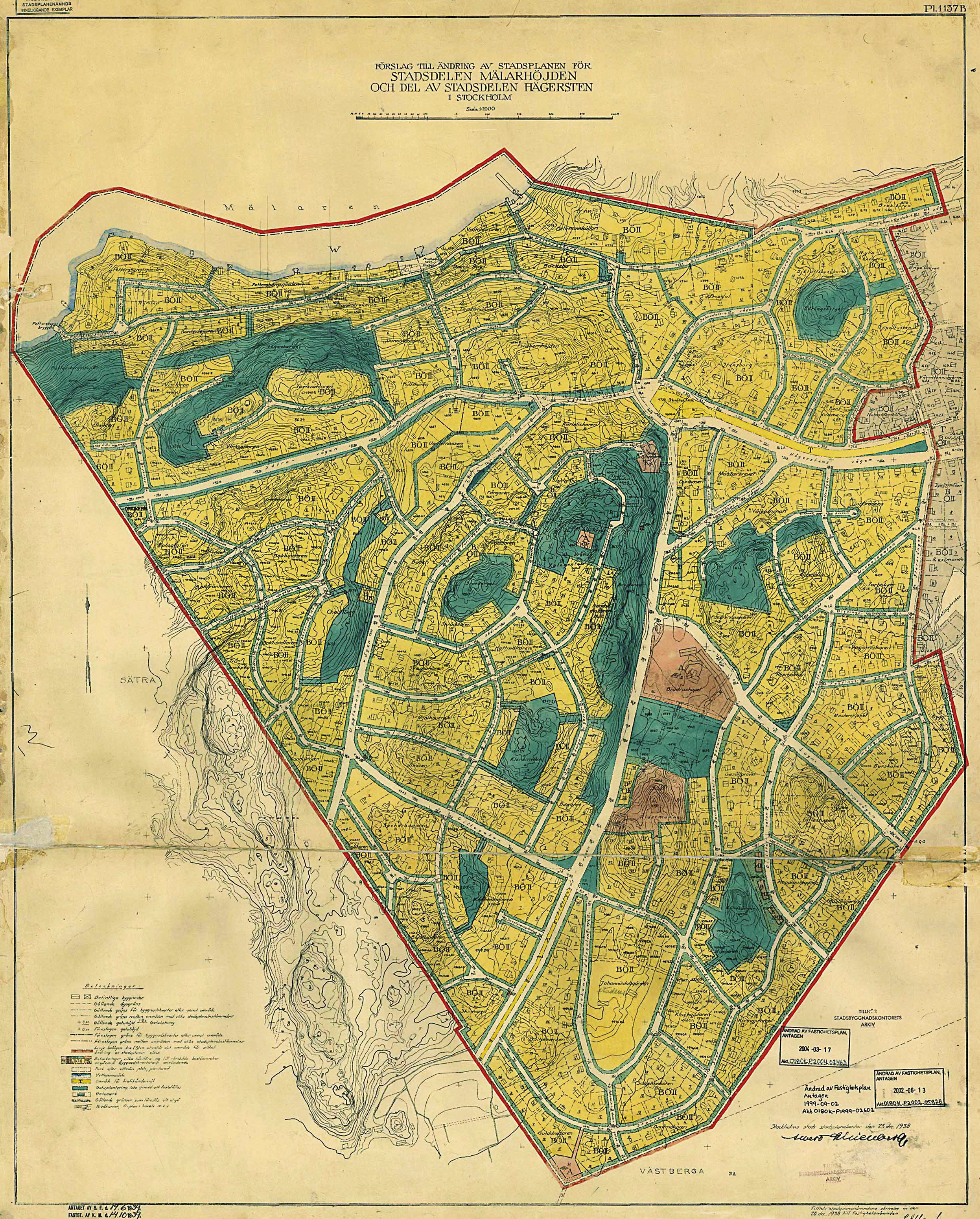
Stadsplan för Mälarhöjden, 1938.

### Historiska bilder

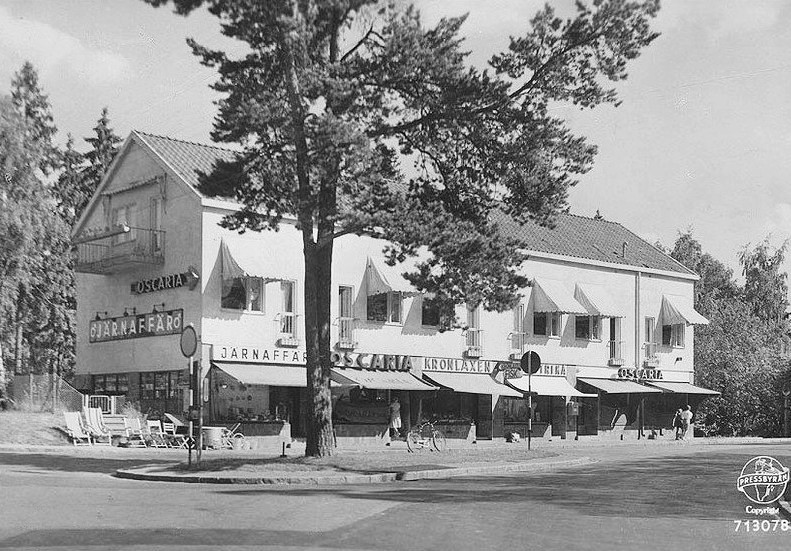
Mälarhöjdens centrum, 1940-tal.
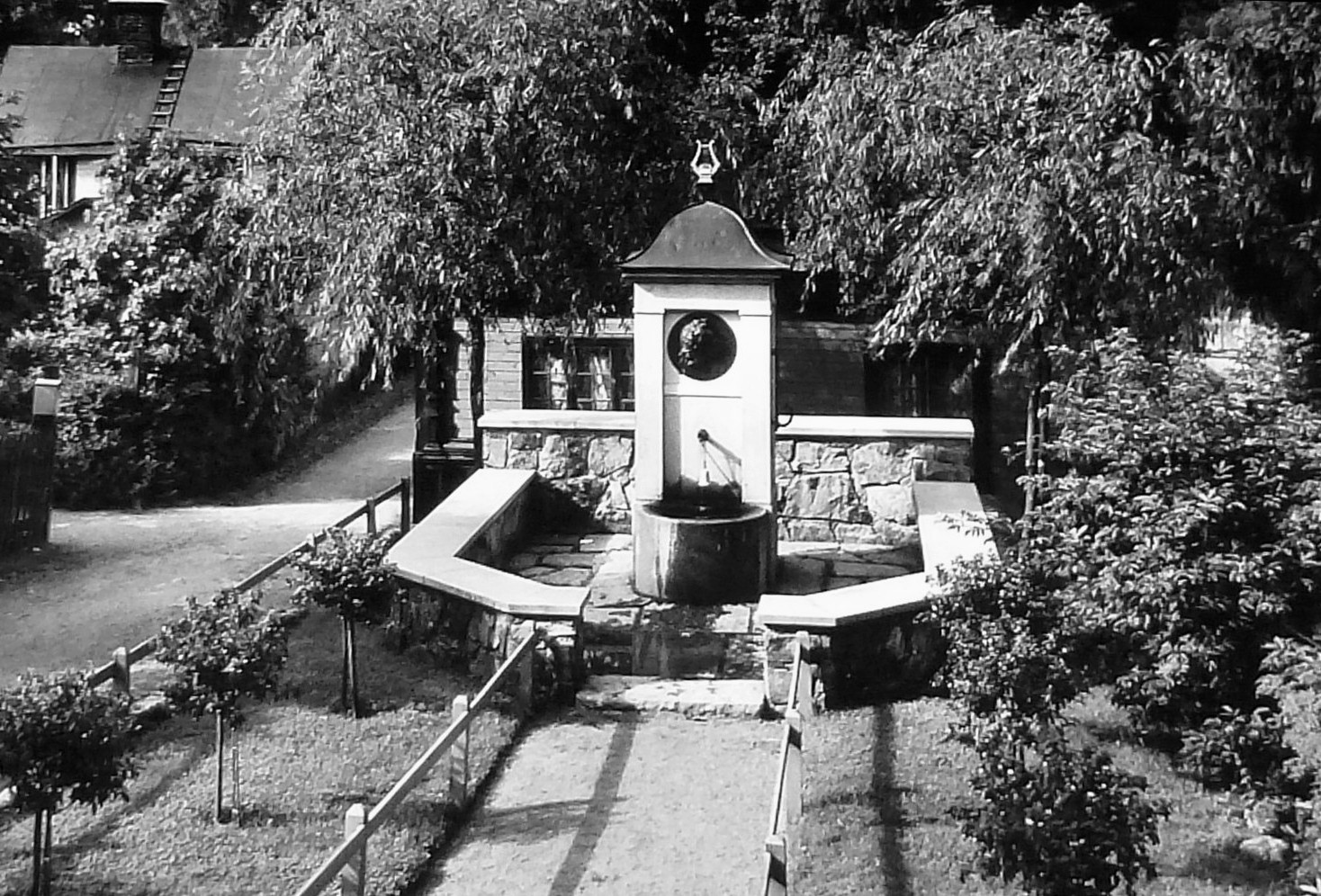
Bellmanskällan, 1950-tal.
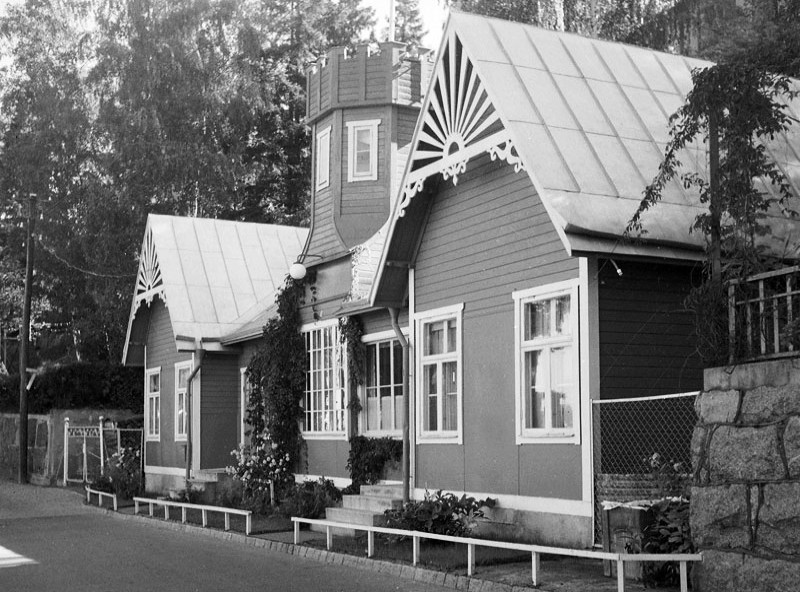
Bredablick, 1948.
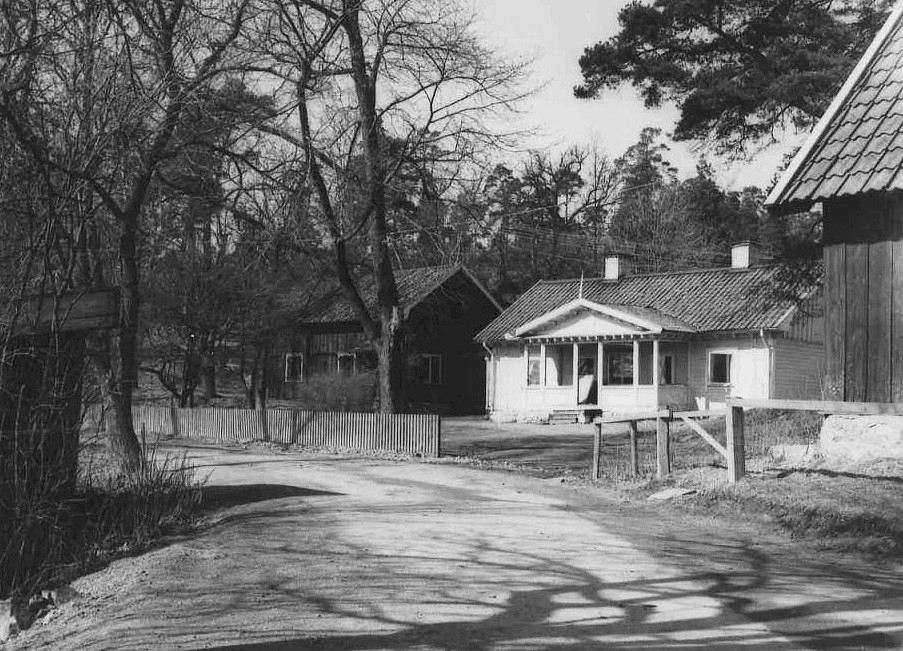
Slättens gård, 1964.
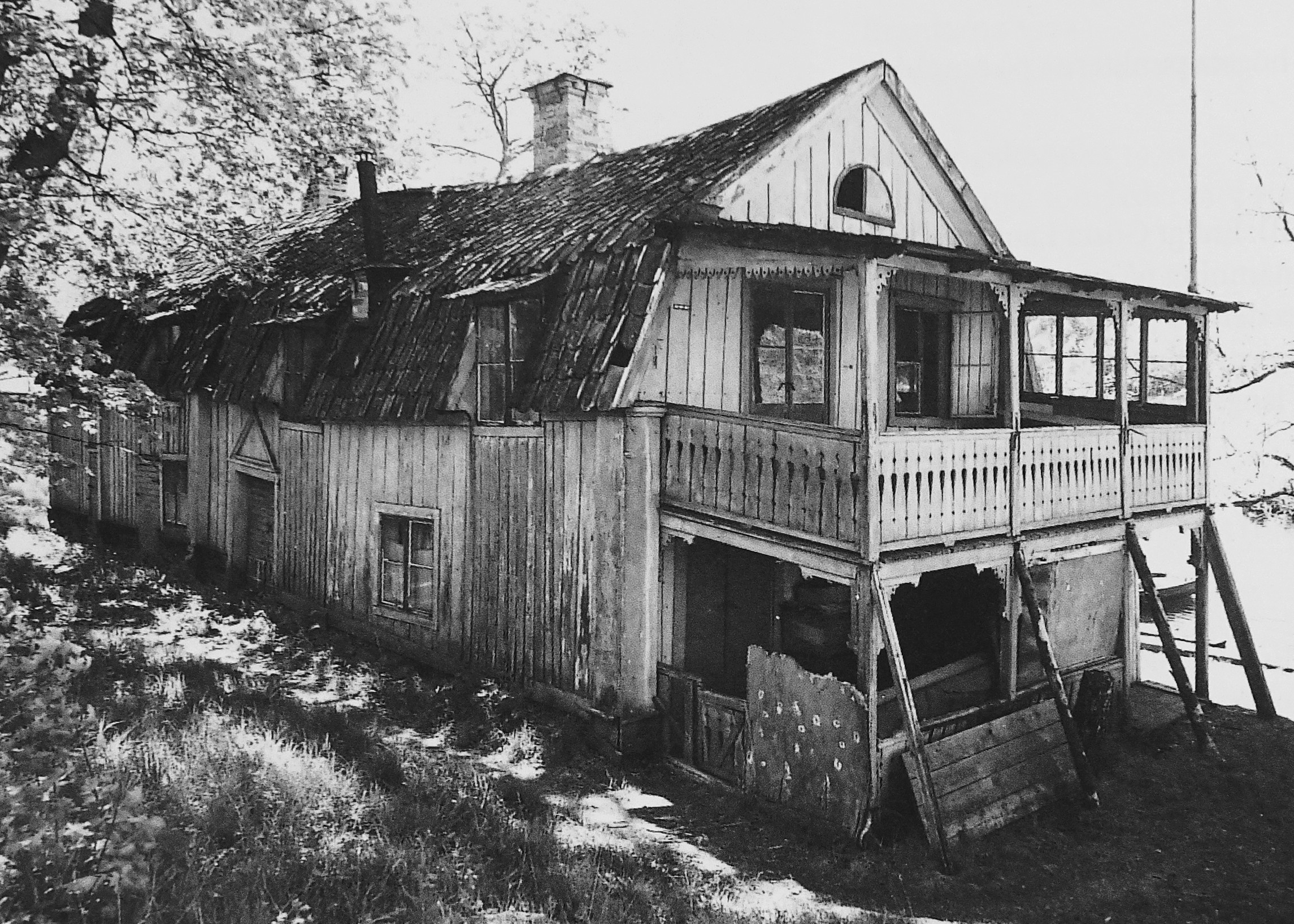
Pettersberg, 1960-tal.

### Nutida bilder

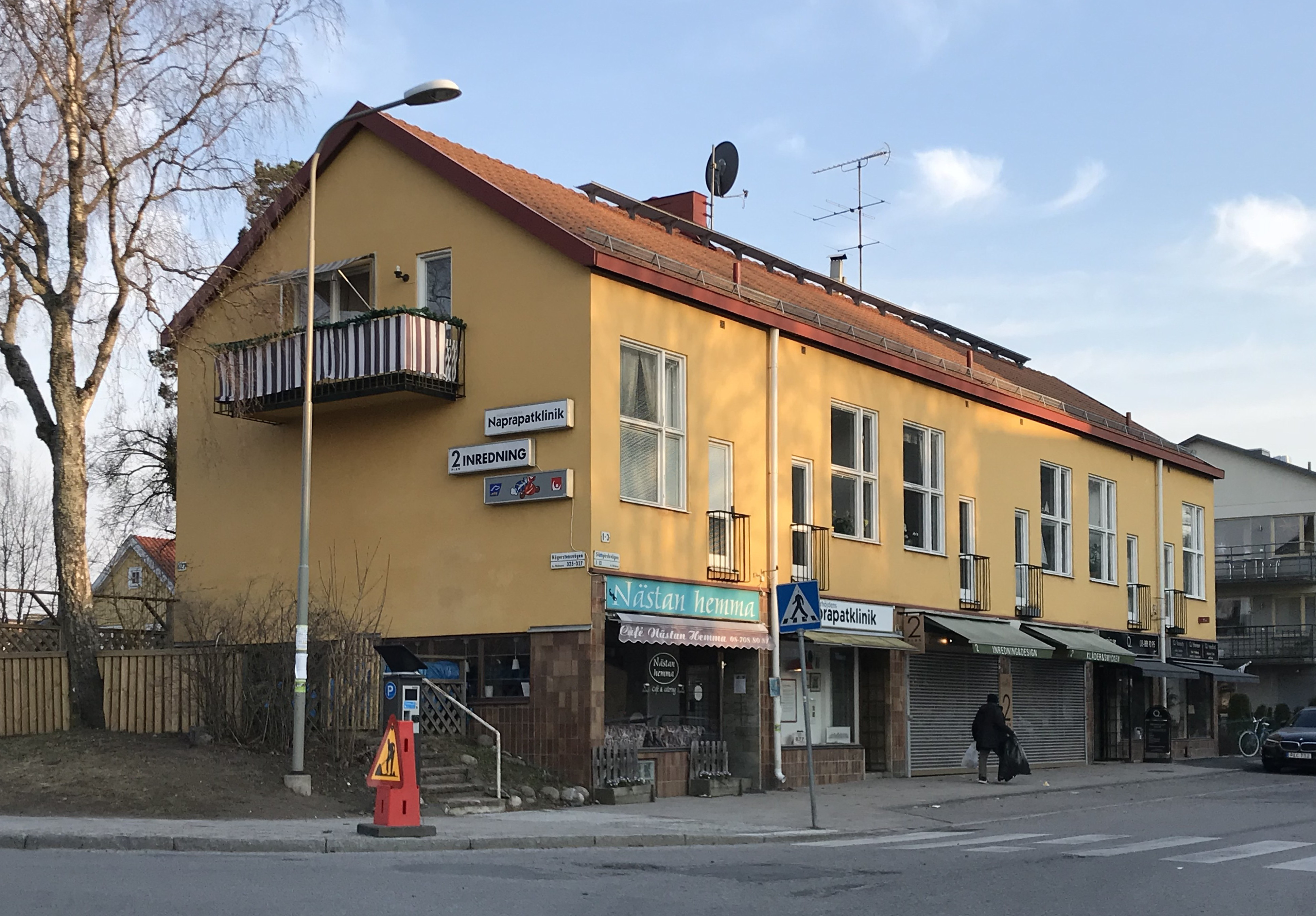
Mälarhöjdens centrum 2019.
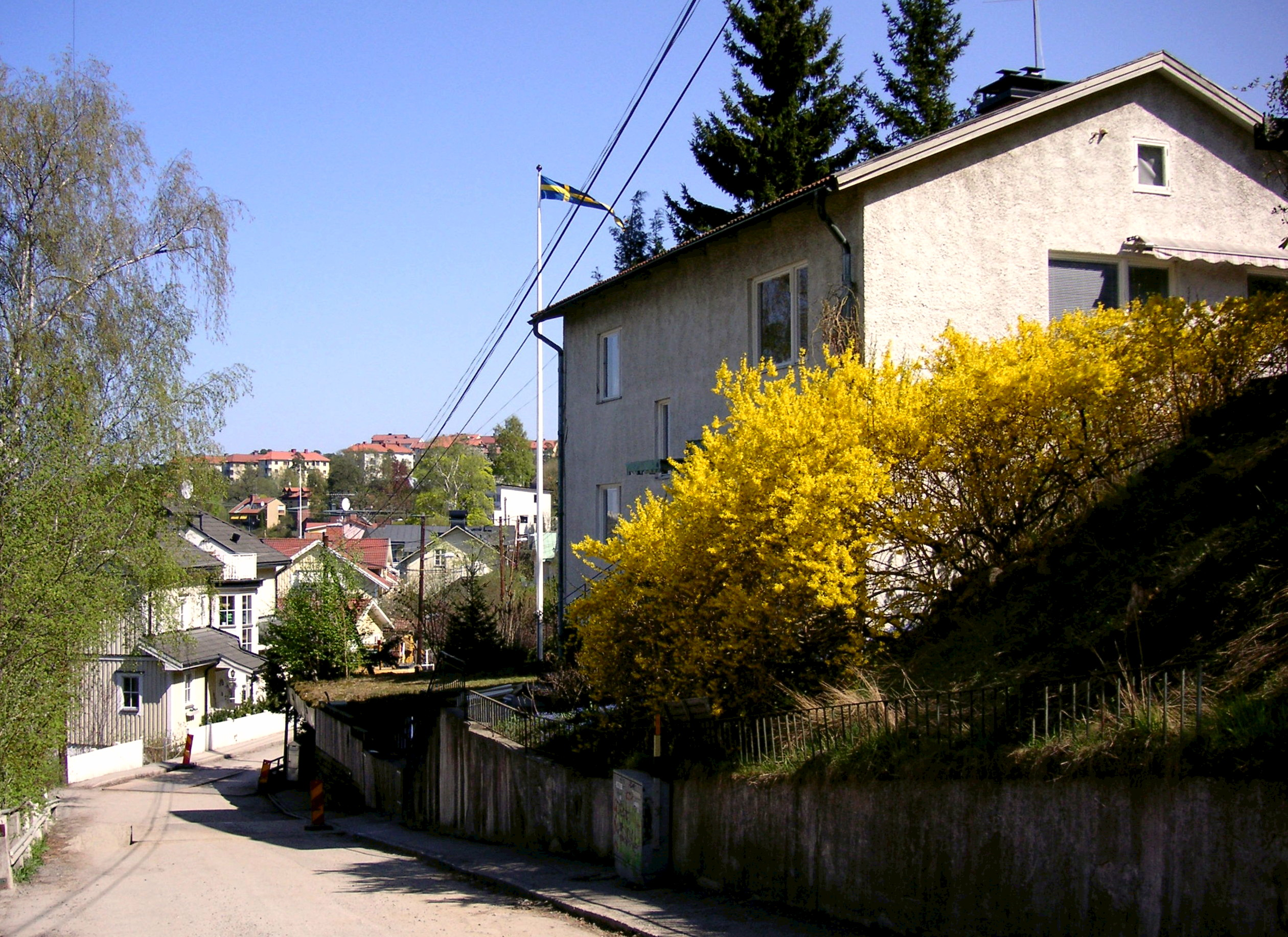
Bebyggelsen längs Pettersbergsvägen.
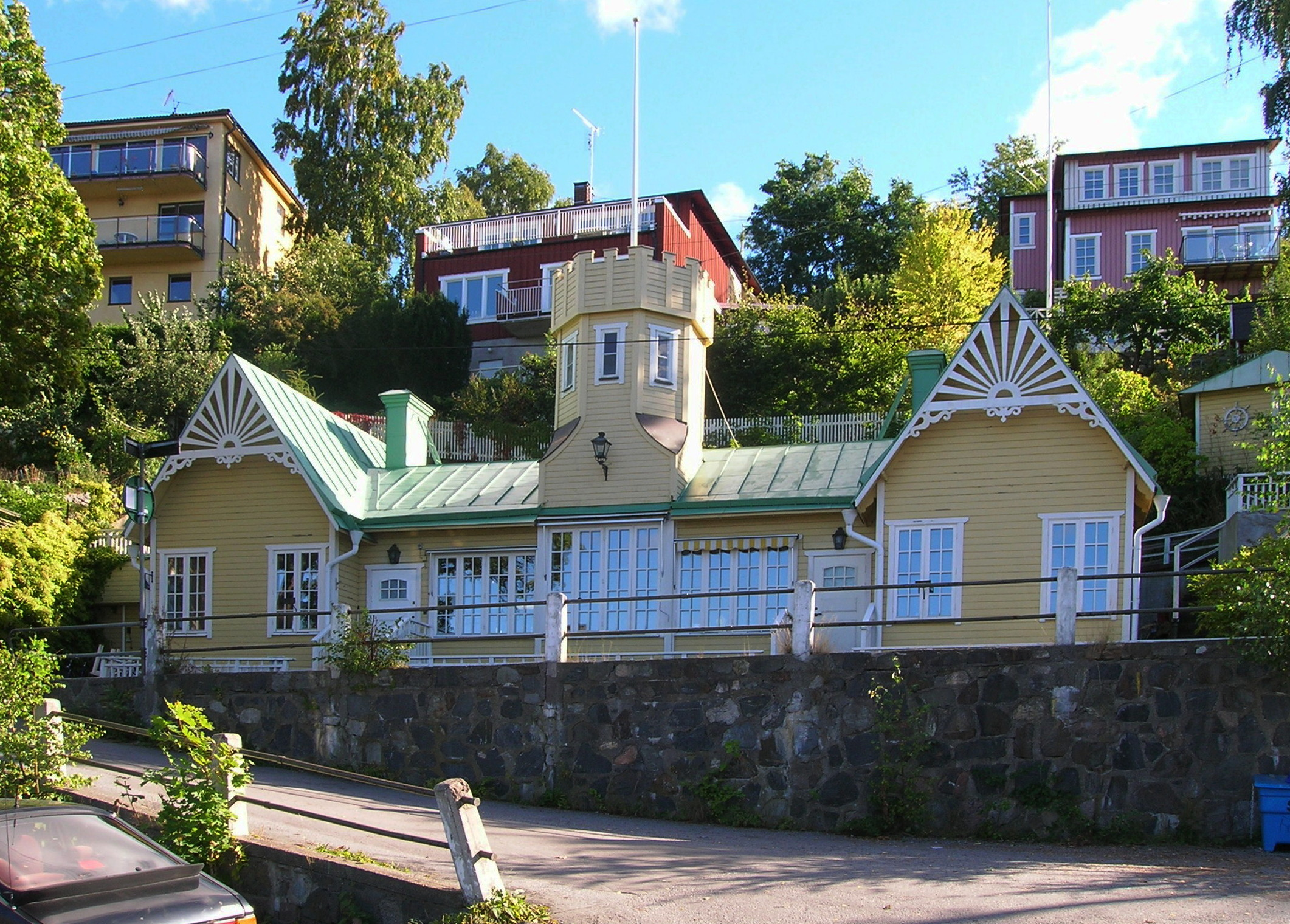
Bredablick.
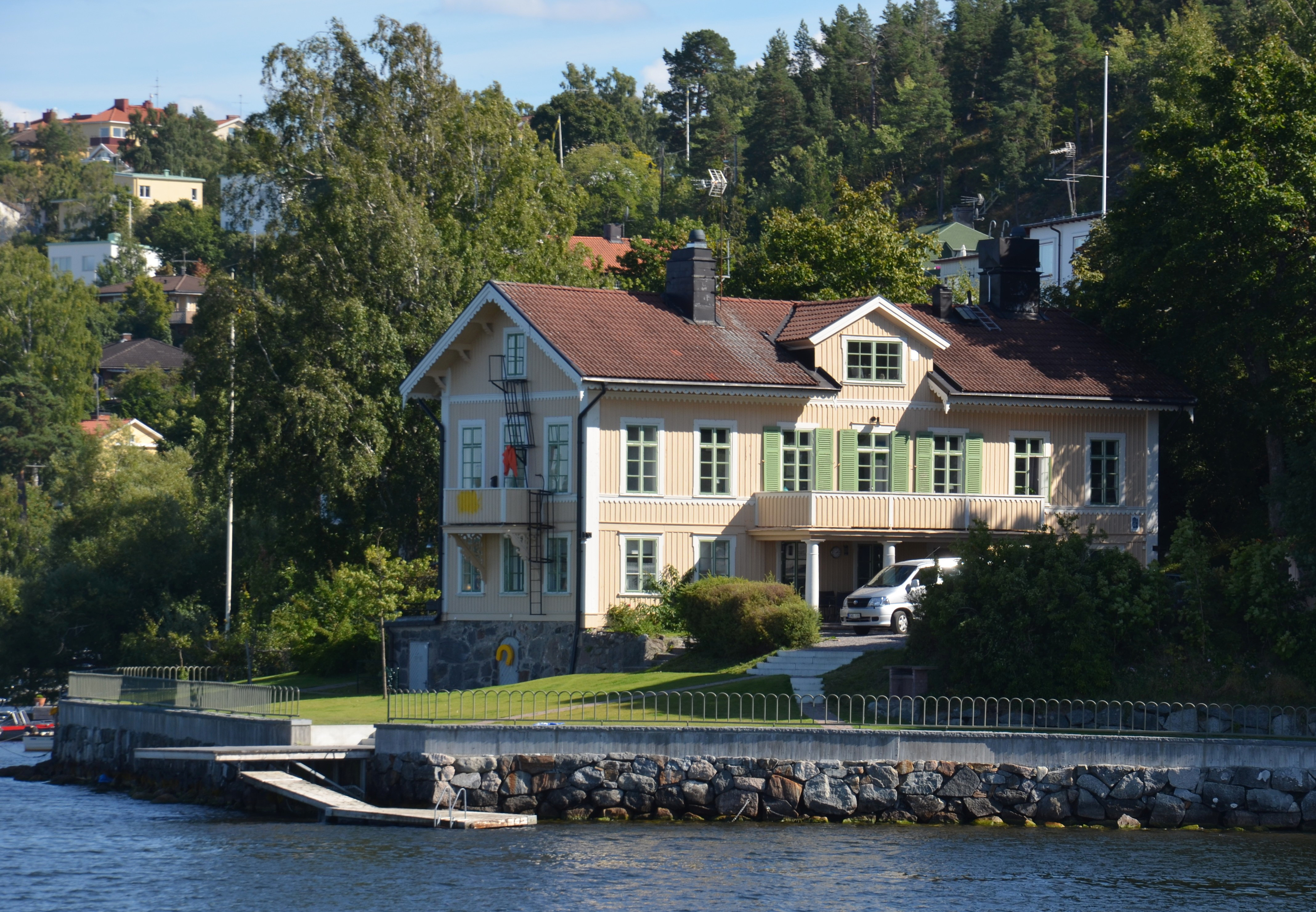
Pettersbergsgården.
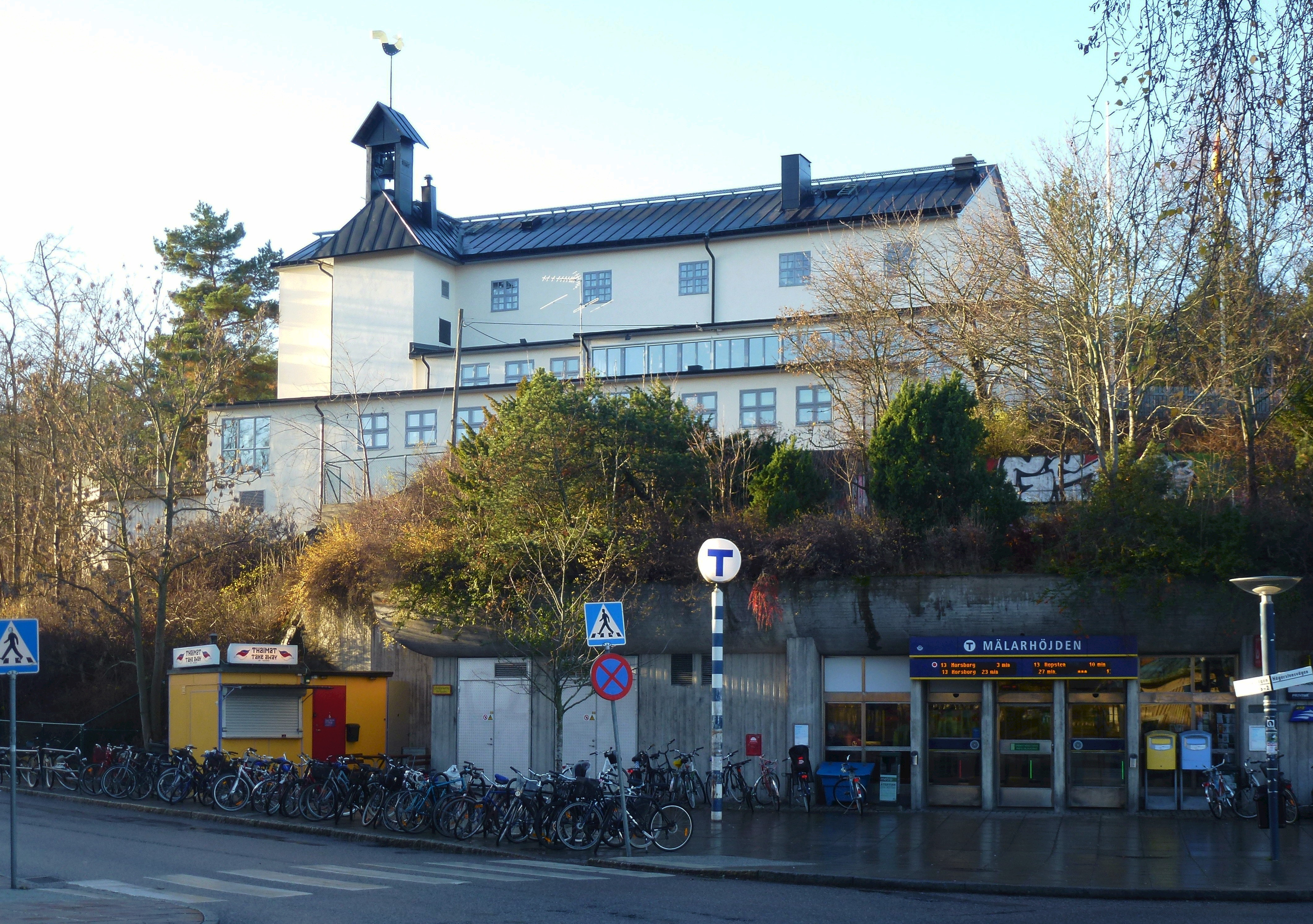
Mälarhöjdens kyrka och Mälarhöjdens tunnelbanestation.

## Tunnelbanestationen
Mälarhöjden har en station på röda linjen på Stockholms tunnelbana. Stationens entré ligger vid korsningen Hägerstensvägen/Slättgårdsvägen. 
Stationen har som konstnärlig utsmyckning verket Ebb och flod av Margareta Carlstedt, två målningar från 1965 på emaljerad stålplåt längs hela perrongväggarna.

## Konst
I stadsdelen finns offentliga konstverk av bland annat Ninnan Santesson (Flicka med hund, brons, 1969, centrum) och Bror Hjorth (Funderande pojke, brons 1935, Hägerstensvägen/Edvard Swartz plats, dock i stadsdelen Hägersten).

## Demografi
År 2017 hade stadsdelen cirka 4 500 invånare, varav cirka 18,9 procent med utländsk bakgrund.